# Pressesiloen
Pressesiloen er en beboelsesejendom på Islands Brygge i København. Ejendommen var tidligere en del af Dansk Sojakagefabrik.